# Heinrich Heß (Mediziner)
Heinrich Heß (* 1932 in Dudweiler) ist ein deutscher Sportmediziner.

## Leben
Heß studierte Medizin an der Universität des Saarlandes und an der Universität Wien, seine Doktorarbeit zum Thema Die Beeinflussung des Cytochrom-c-Gehaltes im Herzmuskel der Ratte durch Malachitgrün wurde 1960 angenommen. Er durchlief eine Facharztausbildung in der Orthopädie, seine Habilitation schloss Heß 1970 ab, der Titel seiner Arbeit lautete Piezoelektrische Messungen der Spannkräfte bei verschiedenen Verfahren der Druckplatten-Osteosynthese: unter besonderer Berücksichtigung selbstspannender Druckplatten.
Ab 1969 war Heß beim Deutschen Fußball-Bund für die ärztliche Betreuung der B-Nationalmannschaft zuständig, der seinerzeit ebenfalls in Dudweiler wohnhafte Jupp Derwall hatte die Verbindung zum DFB hergestellt. Heß war ebenfalls Arzt der bundesdeutschen Fußball-Olympiaauswahl bei den Sommerspielen in München im Jahr 1972. Er war als Arzt an der orthopädischen Klinik Homburg und ab 1975 an der St.-Elisabeth-Klinik in Saarlouis tätig. Als Leiter des Saarlouiser Krankenhauses baute er die Einrichtung erheblich (von zwölf auf 120 Plätze) aus. Heß leitete die Klinik bis zu seinem Übertritt in den Ruhestand im Jahr 1998.
Neben dieser Tätigkeit war Heß Mannschaftsarzt des 1. FC Saarbrücken und weiterhin Arzt beim Deutschen Fußball-Bund, von 1974 bis 1996 betreute er als Nachfolger von Hanns Schoberth die A-Nationalmannschaft. In Spielerkreisen trug er den Spitznamen „Knochendoktor“. In seine Amtszeit als Mannschaftsarzt fielen der Gewinn der Weltmeisterschaftstitel 1974 und 1990 sowie der Europameisterschaftstitel 1980 und 1996. Er setzte sich als DFB-Arzt unter anderem für bessere medizinische Betreuung in den Bundesliga-Mannschaften und für einen professionelleren Umgang von Bundesliga-Spielern mit ihrem Körper ein. 1986 war er einer der Gründer der Deutsch-Österreichischen-Schweizer Gesellschaft für Orthopädisch-Traumatologische Sportmedizin (GOTS), deren Vorsitzender er von 1986 bis 1994 war. Ab 1986 brachte sich Heß als Mitglied der DFB-Ausschüsse für Sportmedizin und für Dopingbekämpfung in die Arbeit des Deutschen Fußball-Bundes ein und war auch im Anschluss an seine Tätigkeit als Mannschaftsarzt in diesen Gremien vertreten.
Heß ist der Verfasser des in mehreren Auflagen erschienenen Buches Sportverletzungen und befasste sich mit diesem Themenbereich auch in weiteren Veröffentlichungen.
1998 wurde Heß mit der Goldenen Ehrennadel des Deutschen Fußball-Bundes und 2004 mit dem Bundesverdienstkreuz erster Klasse ausgezeichnet. Er ist stellvertretender Vorsitzender der nach ihm benannten Prof.-Dr.-Heß-Stiftung, die in den Bereichen Krankheitsvorbeugung und Gesundheitsförderung arbeitet.